# Гаяліа-Гарденс (Флорида)
Гаяліа-Гарденс (англ. Hialeah Gardens) — місто (англ. city) в США, в окрузі Маямі-Дейд штату Флорида. Населення — 23 068 осіб (2020).

## Географія
Гаяліа-Гарденс розташована за координатами 25°53′17″ пн. ш. 80°21′36″ зх. д. / 25.88806° пн. ш. 80.36000° зх. д. (25.888083, -80.359992).  За даними Бюро перепису населення США в 2010 році місто мало площу 9,53 км², з яких 8,42 км² — суходіл та 1,11 км² — водойми.

## Демографія
Згідно з переписом 2010 року, у місті мешкали 21 744 особи в 6391 домогосподарстві у складі 5434 родин. Густота населення становила 2283 особи/км².  Було 6629 помешкань (696/км²).
Расовий склад населення:
| - 92,9 % — білих - 2,2 % — чорних або афроамериканців - 0,7 % — азіатів - 0,1 % — корінних американців - 2,7 % — осіб інших рас |

До двох чи більше рас належало 1,4 %. Частка іспаномовних становила 94,9 % від усіх жителів.
За віковим діапазоном населення розподілялося таким чином: 22,3 % — особи молодші 18 років, 63,9 % — особи у віці 18—64 років, 13,8 % — особи у віці 65 років та старші. Медіана віку мешканця становила 39,1 року. На 100 осіб жіночої статі у місті припадало 92,1 чоловіків;  на 100 жінок у віці від 18 років та старших — 88,3 чоловіків також старших 18 років.
Середній дохід на одне домашнє господарство  становив 53 608 доларів США (медіана — 41 592), а середній дохід на одну сім'ю — 58 501 долар (медіана — 47 865). Медіана доходів становила 31 565 доларів для чоловіків та 26 581 долар для жінок. За межею бідності перебувало 18,1 % осіб, у тому числі 21,7 % дітей у віці до 18 років та 22,5 % осіб у віці 65 років та старших.
Цивільне працевлаштоване населення становило 11 328 осіб. Основні галузі зайнятості: освіта, охорона здоров'я та соціальна допомога — 16,2 %, виробництво — 14,6 %, роздрібна торгівля — 12,1 %, науковці, спеціалісти, менеджери — 10,2 %.